# المشاكل الاجتماعية في البرازيل

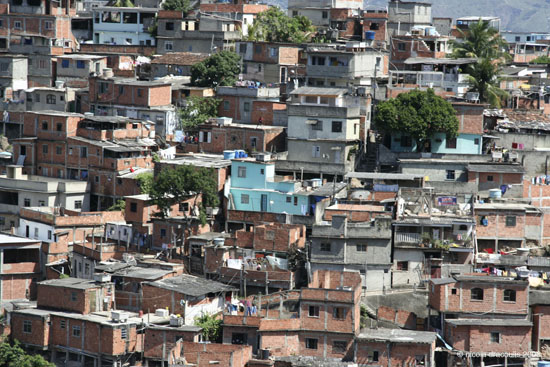
فافيلا (مدينة الصفيح) في ريو دي جانيرو

تحتل البرازيل المرتبة 49.3 ضمن معامل جيني (مؤشر لقياس عدالة توزيع الدخل القومي)، حيث يتملك أغنى 10 في المائة من البرازيليين 43% من دخل البلاد، ويتملك أفقر 34% منهم على أقل من 1.2%.
حسب مكتب الأمم المتحدة الوطني للتنمية، كانت 99.2% من من البلديات في عام 1991 تعاني انخفاضًا في مؤشر التنمية البشرية؛ ولكن هذا الرقم انخفض إلى 25.2% عام 2010. من ناحية أخرى، ارتفع عدد البلديات التي لديها نسبة عالية من مؤشر التنمية البشرية من 0.2% في عام 1991 إلى 34.7% في عام 2010. في عام 2012، كان مؤشر التنمية البشرية البرازيلي 0.730، واحتل المركز 83 على مستوى العالم واعتبر مرتفعًا.

## الفقر وتركيز الدخل
يتجلى الفقر في البرازيل بصورة أكثر وضوحًا في الأحياء الفقيرة ومدن الصفيح في المناطق الحضرية في البلد، والمناطق النائية في الريف، التي تعاني من التخلف الاقتصادي ومستويات المعيشة المتدنية. في ريو دي جانيرو، يعيش نحو خمس سكانها البالغ عددهم ستة ملايين نسمة في عدة مئات من الأحياء الفقيرة، الواقعة على أراض شديدة الإهمال خارجة إلى حد كبير عن سيطرة سلطات المدينة وخدماتها. من بين المحاولات الرامية إلى تخفيف هذه المشاكل برنامج «محو الجوع» الذي أطلقه الرئيس لويس إيناسيو لولا دا سيلفا في عام 2003. جزء من هذا البرنامج هو مشروع «علاوة الأسرة»، الهادف لتحويل الأموال ومنحها للأسر الفقيرة شريطة إبقاء أطفالها ملقحين وفي المدرسة.
حسب مؤسسة غوتوليو فيرغاس، خفضت حكومة لولا (2003-2011) نسبة الفقر على أساس دخل العمل بنسبة 9.8% خلال شهري يونيو 2002 ويونيو 2006. في يونيو 2006، بلغ معدل الفقر المدقع 18.57% من السكان.
يعزى معدل الفقر جزئيًا إلى عدم المساواة الاقتصادية في البلد. تحتل البرازيل مرتبة بين أعلى الدول في العالم في مؤشر جيني لقياس معامل التفاوت. تبين دراسة عن هذا الموضوع أن الشريحة الفقيرة تشكل ثلث السكان تقريبًا، وأن نسبة الفقر المدقع تبلغ 13% (أرقام عام 2005). تظهر الدراسة نفسها أن نمو دخل أفقر شريحة سكانية تبلغ 20% يكاد يكون مساويًا للصين، في حين يعاني أغنى 10% من السكان من الركود.
إلى جانب مشكلة الفقر، تعد البرازيل من بين الدول العشر الأكثر تفاوتًا بالمساواة في العالم، وفقًا لما ذكره معهد البحوث الاقتصادية التطبيقية البرازيلي. تحتل البرازيل 0.539 في مؤشر جيني، استنادًا إلى بيانات 2018. تعد البرازيل الدولة الأمريكية اللاتينية الوحيدة التي يظهر فيها الأفارقة. البرازيل أكثر تفاوتا من بوتسوانا التي تحتل 0.533 على مؤشر جيني، وهي دولة صغيرة مجاورة لجنوب أفريقيا يسكنها ما يزيد قليلًا على مليوني نسمة.
إذا قمت بتوسيع النطاق من 1% إلى أغنى 10% من البرازيليين، فإن المشاركة في دخل البلاد ترتفع إلى 41.9% من الإجمالي. بعبارة أخرى، 90% أخرى من السكان يكسبون أقل من 60%من الدخل الإجمالي، فقط لإظهار هذا التفاوت.
نفذت الحكومة الفيدرالية البرازيلية ووسعت في السنوات الأخيرة برامج دعم رئيسية، مثل محو الجوع وعلاوة الأسرة، للأسر التي تعتبر في حاجة إلى المساعدة.
في السنوات الأخيرة، أصبحت حالة الفقر في البرازيل مرة أخرى مشكلة اجتماعية موضوعية، حتى مع وجود برامج اجتماعية حكومية تسعى إلى التصدي لها. تفاقم انعدام الأمن الغذائي في البرازيل، وأصبح الجوع أكثر حضورًا في حياة البرازيليين في عام 2022. حسب البيانات المستمدة من الدراسة الاستقصائية الوطنية الجديدة عن انعدام الأمن الغذائي في سياق جائحة كوفيد-19 في البرازيل، لا تستطيع سوى 4 من أصل 10 أسر الحصول على الغذاء بصورة كاملة في البلاد. يصيب الجوع بالفعل 33.1 مليون فرد. تعتبر المناطق الشمالية والشمالية الشرقية من البرازيل أكثر المناطق تضررًا. عاد الجوع في البرازيل إلى مستواه في التسعينيات، والنساء والسود هم أكثر من يعانون.

## الجريمة في البرازيل
لدى البرازيل مشاكل خطيرة مع الجريمة. مع ما يقرب من 23.8 جريمة قتل لكل 100 ألف من السكان، تعتبر عمليات السطو والسرقة والخطف وعنف العصابات شائعة. تنتشر وحشية الشرطة والفساد على نطاق واسع. استجابة لذلك، أنشأت الحكومة البرازيلية قوة الأمن العام الوطني في يونيو 2004 من قبل وزارة العدل، للعمل في حالات الطوارئ في أوقات الأزمات.
قتل أكثر من 800 ألف شخص في البرازيل بين عامي 1980 و2004. بلغ مجموع جرائم القتل في البرازيل ما مجموعه 63880 جريمة في عام 2018.
تظهر البيانات أن البلاد شهدت 41069 جريمة قتل في عام 2021، وهو أقل عدد في السلسلة التاريخية بأكملها، التي بدأت في عام 2007، واتخفض عدد القتلى بنحو 3049 مقارنة بعام 2020، أي بانخفاض نسبته 7%، وسجلت 21 ولاية في البلاد انخفاضًا في جرائم القتل في العام الذي سجل فيه أكبر انخفاض في ولاية أكري، بانخفاض أقل من 38% من حيث عدد جرائم القتل. شهدت نحو 6 ولايات من ولايات الاتحاد زيادة في عدد القتلى بسبب العنف، 4 منها في منطقة الشمال، وكانت المنطقة الشمالية هي الوحيدة من البلاد التي سجلت ارتفاعًا في عدد جرائم القتل، حيث سجلت 10% زيادة أعلى في عدد حالات القتل في ولاية أمازوناس، لتصل إلى 54%.
يضع متخصصون من مركز دراسة العنف في جامعة ساو باولو ومنتدى الأمن العام البرازيلي بعض النقاط لشرح الأرقام، منها: زيادة تنظيم الجماعات الإجرامية التي تبيع المخدرات، مما يعزز الحد من جرائم العنف؛ زيادة سيطرة الحكومة على المجرمين ونفوذها عليهم؛ تسوية الصراعات بين الفصائل؛ وضع برامج للسياسة العامة تركز على مكافحة جرائم محددة؛ نقص عدد الشباب من السكان؛ إنشاء نظام اتحادي للأمن العام، إضافة إلى تغييرات في قوانين تحويل الأموال العامة.
مع ذلك، لا تزال هناك سلسلة من المشاكل في البلد متعلقة البيروقراطية المفرطة في نظام العدالة، مع الزيادات المتتالية في الاستثمار العام في قوات الأمن، ولكن مع عدم وجود تنظيم تجاه الاستثمارات (من حيث الإدارة والمراقبة)، لا سيما مع نقص الاستثمار في مجال الاستخبارات، وأيضًا مع نقص الاستثمار في برامج كبح الجريمة. مع ذلك، تحتاج البرازيل إلى تحسينات في إضفاء الطابع المهني على نظام الأمن العام وتنظيمه، من من التحقيق إلى الملاحقة القضائية. يكسب القانون الجنائي البلد القدرة على الترويج الفعال للعقوبة بطريقة فعالة.
أجريت عدة إصلاحات جنائية عامًا بعد عام، منذ إعادة إرساء الديمقراطية في البلد سنة 1985، مع الهدف بتعزيز عدم تجريم السجناء وإعادة إدماجهم في المجتمع، إلا أنه لأسباب منها خطورة المشاكل الاجتماعية في البرازيل وانخفاض فعالية نظام العدالة، لا يعاقب إلا أشد أشكال السلوك وضوحًا وعنفًا، ولا سيما بين أفقر الناس، وعقوبة جرائم ذوي الياقات البيضاء (جرائم اللاعنف) هي الاستثناء، والتي تحدث عادة في حالات بارزة.